# Lateinisches Patriarchat von Jerusalem

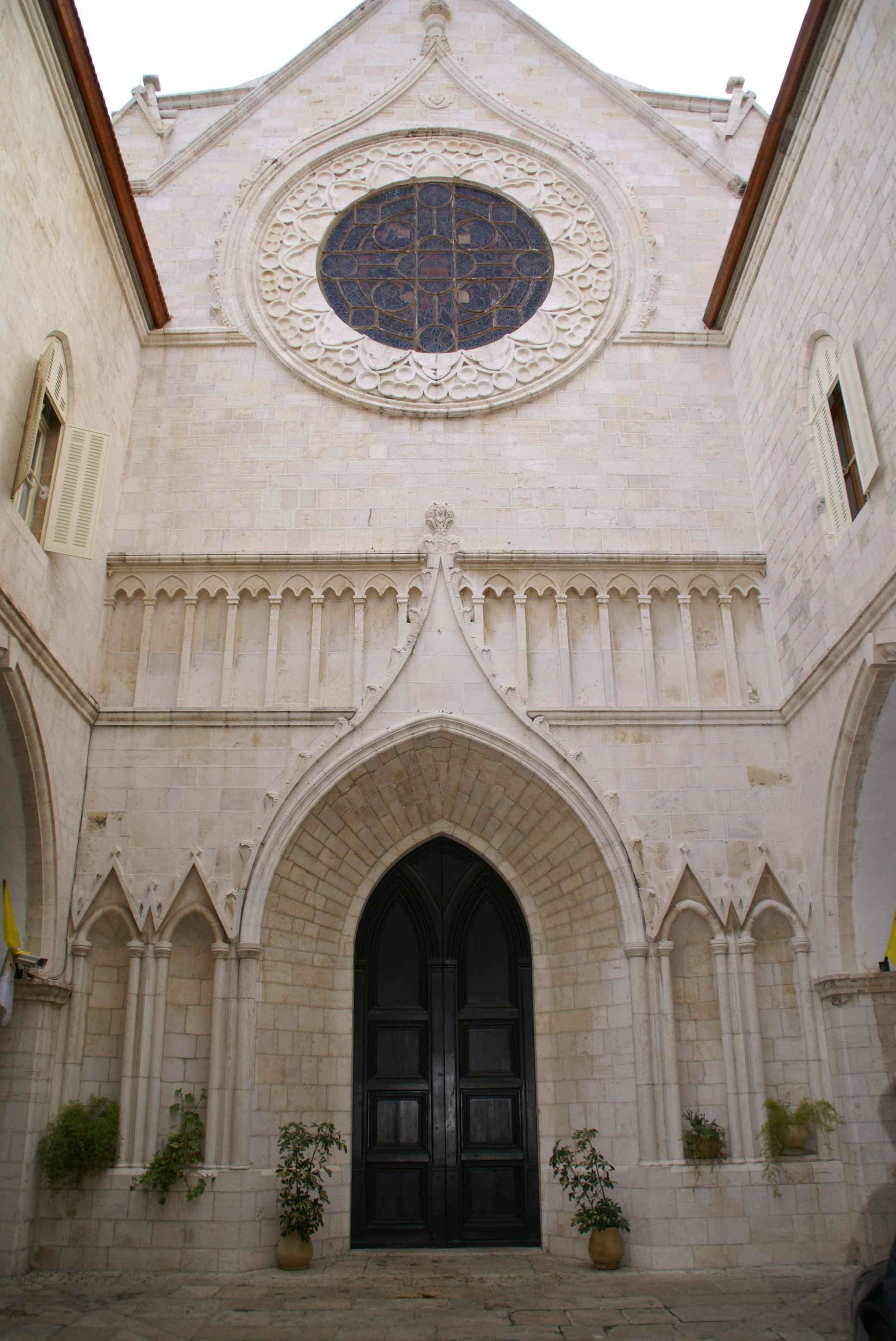
Das Kirchenportal der Patriarchatskirche

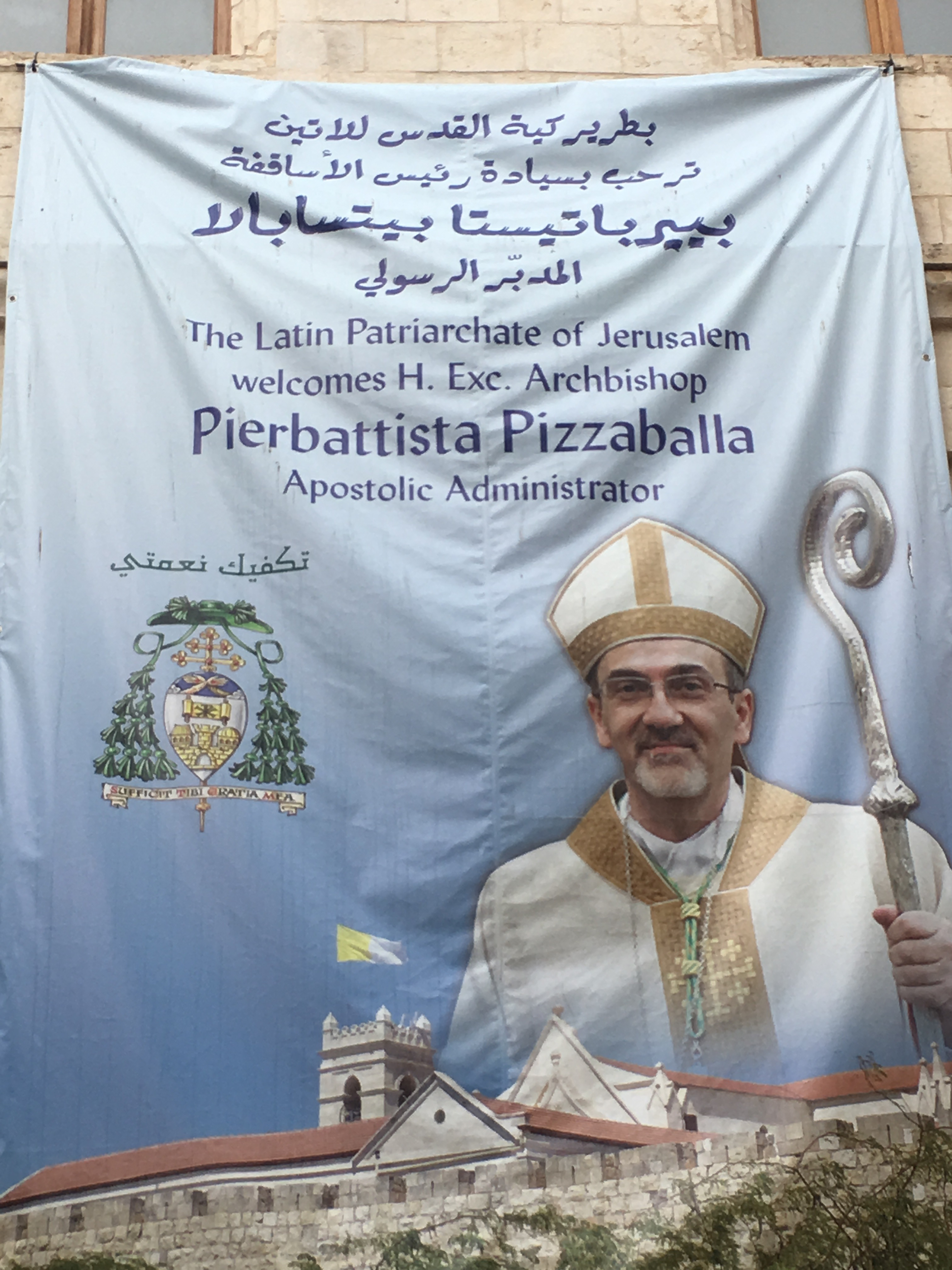
Wilkommens-Banner für Pierbattista Pizzaballa, Lateinischer Patriarch von Jerusalem

Das Lateinische Patriarchat von Jerusalem (lateinisch Archidioecesis Hierosolymitanus Latinorum) ist eine Partikularkirche der römisch-katholischen Kirche. Ihr Oberhaupt ist der Lateinische Patriarch von Jerusalem. Der Jerusalemer Patriarch ist heute der einzige von früher mehreren Lateinischen Patriarchen des Ostens.
Außer dem Lateinischen Patriarchen von Jerusalem führt innerhalb der römisch-katholischen Kirche der Patriarch von Antiochien der Melkitischen Griechisch-Katholischen Kirche (Byzantinischer Ritus) seit dem Jahr 1838 den Zusatz-Titel eines Patriarchen von Jerusalem (und von Alexandrien). Er wird in Jerusalem durch einen Patriarchalvikar vertreten.

## Geschichte
1054 trennte das Große West-Östliche Schisma die christlichen Kirchen. Der Orthodoxe Patriarch von Jerusalem und die drei anderen orthodoxen Patriarchen des Ostens bildeten die Orthodoxe Kirche, die Westkirche unter dem Patriarchen des Abendlandes die Römisch-Katholische Kirche.
1099 wurde Jerusalem von den Kreuzrittern erobert und das Königreich Jerusalem errichtet. Hierbei trat der lateinische Patriarch die Nachfolge des orthodoxen Patriarchen an, der kurz vor der Eroberung Jerusalems verstorben war. Hierbei erlangte er nicht nur den Besitz seines Vorgängers, so dass er die volle Hoheit über das christliche Viertel von Jerusalem hatte, sondern vermochte auch, besonders in der Frühzeit des Königreichs Jerusalem, weitere Besitzungen zu erwerben. Während er auf kirchlicher Ebene nun zum Metropoliten wurde und sich versuchte möglichst viele Suffragane zu verschaffen, stand auf politischer Ebene der Kampf um die Vorherrschaft im Königreich an. Sein Versuch, das Königreich Jerusalem zum Lehen des Patriarchates zu machen, scheiterte. Mit der Zerstörung des Königreichs 1291 wurde das Lateinische Patriarchat nicht länger benötigt, dennoch wurde ein entsprechender Ehrentitel vergeben, zu dem seit 1374 die Basilika San Lorenzo fuori le mura in Rom als Titularkirche gehört.
1847 erlaubte das Osmanische Reich der Katholischen Kirche, ihre Hierarchie in Palästina neu zu errichten. Der Lateinische Patriarch von Jerusalem ist nun das Oberhaupt der römischen Katholiken in Israel und den Palästinensergebieten. Die meisten römischen Katholiken in dieser Region sind Palästinensische Christen. Die Residenz des Patriarchen und seine Kathedrale liegen in der Jerusalemer Altstadt, während das Priesterseminar 1936 nach Beit Jala, 10 Kilometer südlich von Jerusalem, verlegt wurde.

## Organisation
Der Lateinische Patriarch von Jerusalem ist Oberhaupt der lateinischen Kirche in Jerusalem und Präsident der Versammlung der katholischen Ordinarien des Heiligen Landes. Sitz des Patriarchats ist in Jerusalem.
Papst Franziskus ernannte nach dem altersbedingten Rücktritt von Erzbischof Fouad Twal am 24. Juni 2016 den Franziskanerkustos Pierbattista Pizzaballa OFM zum Titularerzbischof pro hac vice von Verbe und zum Apostolischen Administrator des Lateinischen Patriarchats von Jerusalem. Am 24. Oktober 2020 ernannte Papst Franziskus Pizzaballa zum Lateinischen Patriarchen von Jerusalem und am 28. Oktober 2020 empfing er vom Papst selbst das Pallium. Am 4. Dezember 2020 wurde er in sein Amt eingeführt. Pizzaballa gab sich das Motto “Sufficit tibi gratia mea” (2 Kor 12,9 , deutsch: „Meine Gnade genügt dir“).
Der Patriarch wird von Bischöfen und nichtbischöflichen Patriarchalvikaren unterstützt:
- William Shomali, Weihbischof und Generalvikar im Lateinischen Patriarchat sowie Patriarchalvikar für Jerusalem und Palästina
- Iyad Twal, Weihbischof und Patriarchalvikar für Jordanien mit Sitz in Amman
- Rafic Nahra, Weihbischof und Patriarchalvikar für Israel mit Sitz in Nazareth
- Bruno Varriano OFM, Weihbischof und Patriarchalvikar für Zypern mit Sitz in Nikosia[5]
- Piotr Zelazko, Patriarchalvikar für die hebräischsprachigen Katholiken mit Sitz in Jerusalem
- Matthew Marcel Coutinho SDB, Patriarchalvikar für die Migranten und Asylsuchende des Lateinischen Patriarchats von Jerusalem mit Sitz in Tel Aviv[6]

Das nach der Zahl der Katholiken größte dieser Patriarchalvikariate ist das Patriarchalvikariat für die Migranten, da in Israel schätzungsweise 80.000 bis 100.000 katholische Migranten und Asylsuchende leben (Stand 2022).
Kanzler des Lateinischen Patriarchats von 2017 bis 2021 war Ibrahim Shomali; Rektor des Priesterseminars ist Yakoub Rafidi.
Die Versammlung der katholischen Ordinarien des Heiligen Landes (ACOHL) (L’Assemblée des Ordinaires Catholiques de Terre Sainte (AOCTS)) ist eine Gruppe von Bischöfen aus verschiedenen katholischen Gemeinschaften im Heiligen Land. Die Satzung wurde von Papst Johannes Paul II. im Jahr 1992 genehmigt. Der Zweck der Einrichtung ist es, das christliche Zeugnis zu koordinieren und den Austausch von Informationen und Erfahrungen, insbesondere für die Seelsorge, sicherzustellen.
Die Pfarreien in der Zuständigkeit des Patriarchats sind in der Liste der Pfarreien des Lateinischen Patriarchats von Jerusalem dokumentiert.
Das Lateinische Patriarchat von Jerusalem ist Träger der Universität Bethlehem, American University of Madaba und des Priesterseminars in Bait Dschala sowie 44 Schulen mit 22.000 Schülern. Im Gebiet des Patriarchats befinden sich weitere Bildungseinrichtungen verschiedener Träger, wie:
- École biblique et archéologique française de Jérusalem des Dominikanerordens
- Studium Biblicum Franciscanum, Fakultät für biblische Wissenschaften und Archäologie der Päpstlichen Universität Antonianum, der Ordenshochschule der Franziskaner
- Päpstliches Bibelinstitut, ein An-Institut der Gregoriana und des Päpstlichen Orientalischen Instituts
- Institut Saint-Pierre de Sion – Ratisbonne (Centre chrétien d'études Juives CCEJ)
- Instituto Español Bíblico Arqueológico, Institut der Päpstlichen Universität Salamanca (UPSA)
- Studium Theologicum Jerosolimitanum, ein Hochschulseminar der Franziskaner (OFM)
- Studium Theologicum Salesianum, Forschungsinstitut der Salesianer Don Boscos in Jerusalem
- Theologisches Studienjahr Jerusalem in der Dormitio-Abtei und Bait Dschala

## Kirchliche Hierarchie zur Zeit der Kreuzfahrer
Als die Kreuzfahrer 1099 Jerusalem eroberten, standen sie neben der politischen Gliederung des neuen Reiches auch vor der Aufgabe, eine neue „lateinische“ Kirchenorganisation aufzubauen. Sie fanden in Jerusalem eine Liste mit orthodoxen Diözesen vor, die allerdings noch aus der Zeit vor der arabischen Eroberung stammte. Wie viele orthodoxe Bischofssitze davon 1099 noch existierten, ist unklar. Wahrscheinlich standen die meisten Bischofssitze nur noch auf dem Papier. Dem Patriarchen von Jerusalem unterstanden danach:
- Erzbistum Caesarea Maritima (heute Ruinenstadt Caesarea Maritima) mit 19 Suffraganen
- Erzbistum Scythopolis (heute Bet Sche’an) mit acht Suffraganen
- Erzbistum Rabba Moabitis (heute Rabbat-Moab) mit zwölf Suffraganen
- Erzbistum Bosra (Bosra) mit 34 Suffraganen.

Bis zum Tod von Balduin I. hatte das Königreich Jerusalem die Grenzen erreicht, die mit nur wenigen Veränderungen im Wesentlichen bis 1187 bestanden. Es umfasste danach nur einen Teil des Gebiets des früheren Patriarchats, da die Kirchenprovinz Bosra nicht und die Kirchenprovinz Rabba Moabitis nur teilweise erobert war. Die Eroberer standen damit vor der Aufgabe, diese Bischofssitze wieder zu begründen und mit lateinischen Bischöfen zu besetzen. Bereits 1099 wurde das Lateinische Patriarchat von Jerusalem eingerichtet. Man setzte einen Mann namens Arnulf als ersten Patriarchen ein, der allerdings noch im Laufe des Jahres 1099 abgesetzt und durch den aus Pisa stammenden Daimbert ersetzt wurde. Die Besetzung der Bischofsstühle ging aber nur langsam vonstatten. Bei der ersten Reichsversammlung 1120 in Nablus hatte der Patriarch vier Suffragane. Dies waren der Erzbischof von Caesarea Maritima (1101), der Bischof von Lydda-Ramlah (1099), der Bischof von Bethlehem (1108?, wahrscheinlich 1109/1110) und der Bischof von Nazareth (1109). König Balduin I. hatte zwar im Jahr 1108 eigenmächtig einen Anschetinus zum Bischof von Askalon ernannt. Da jedoch die Stadt noch in muslimischer Hand war, erfolgte keine Bestätigung durch den päpstlichen Gesandten Gibelin; Anschetinus wurde stattdessen erster Bischof von Bethlehem. Die Gründe für den langsamen Aufbau der lateinischen Kirchenorganisation sind auch darin zu sehen, dass die Anfänge des Lateinischen Patriarchats von Jerusalem chaotisch waren. In den ersten 21 Jahren wurden sechs Patriarchen gewählt und z. T. wieder abgesetzt. Streng genommen müsste man noch drei Amtszeiten hinzurechnen, denn Daimberg wurde zweimal abgesetzt und vom Papst wieder eingesetzt. Er starb jedoch auf der Rückreise von Rom, sodass er die Patriarchenstelle nicht wieder einnehmen konnte. Auch der Patriarch Arnulf wurde einmal abgesetzt und vom Papst wieder eingesetzt.
Mit der Gründung der letzten Bistümer 1168 (Erzbistum Petra und Bistum Hebron) war das Patriarchat von Jerusalem in vier Kirchenprovinzen gegliedert (mit den Jahreszahlen der mutmaßlichen Gründung zur Übersicht):
- Erzbistum Tyrus (1122 bzw. 1127)
  - Bistum Akkon (1135)
  - Bistum Beirut (1110 Bischof ernannt, Bischof, aber erst 1123 geweiht)
  - Bistum Sidon (1131)
  - Bistum Paneas (auch Baniyas oder Panadea, 1140)
- Erzbistum Caesarea Maritima (1099)
  - Bistum Sebaste (1128)
- Erzbistum Nazareth (Bistum 1109, Erhebung zum Erzbistum 1129)
  - Bistum Tiberias (1144)
- Erzbistum Petra (1168)
  - Katharinenkloster auf dem Berg Sinai

Der Patriarch selbst beherrschte ein Viertel der Stadt Jerusalem (das Heilige Grab und dessen Umgebung) und hatte folgende unmittelbare Suffragane:
- Bistum Lydda (1099)
- Bistum Betlehem (1108 oder 1109/10)
- Bistum Hebron (1168)
- Chorherrenstift zum Heiligen Grab
- Chorherrenstift Templum Domini
- Chorherrenstift auf dem Berg Sion
- Chorherrenstift auf dem Ölberg
- Kloster S. Maria im Tal Josaphat
- Kloster S. Maria Latina
- Kloster S. Salvator auf dem Berg Tabor
- Kloster St. Lazarus in Bethanien
- Kloster St. Anna in Jerusalem
- Abtei St. Samuel

## Statistik
| Jahr | Bevölkerung | Bevölkerung | Bevölkerung | Priester   | Priester           | Priester         | Priester               | Ständige Diakone | Ordensleute | Ordensleute | Pfarreien |
| Jahr | Katholiken  | Einwohner   | %           | Gesamtzahl | Diözesan- priester | Ordens- priester | Katholiken je Priester | Ständige Diakone | männlich    | weiblich    | Pfarreien |
| ---- | ----------- | ----------- | ----------- | ---------- | ------------------ | ---------------- | ---------------------- | ---------------- | ----------- | ----------- | --------- |
| 1950 | 32.912      | 3.120.000   | 1,1         | 282        | 59                 | 223              | 116                    |                  | 378         | 862         | 52        |
| 1970 | 50.071      | 5.935.350   | 8           | 344        | 69                 | 275              | 145                    |                  | 436         | 1.148       | 55        |
| 1980 | 56.301      |             |             | 360        | 94                 | 266              | 156                    |                  | 472         | 1.221       | 63        |
| 1990 | 62.955      |             |             | 368        | 90                 | 278              | 171                    |                  | 480         | 1.099       | 64        |
| 1998 | 77.000      |             |             | 368        | 75                 | 293              | 209                    | 1                | 549         | 1.144       | 65        |
| 2002 | 77.000      |             |             | 371        | 78                 | 293              | 207                    | 1                | 549         | 1.144       | 65        |
| 2004 | 77.000      |             |             | 371        | 79                 | 294              | 206                    |                  | 498         | 1.144       | 65        |
| 2011 | 161.400     |             |             | 414        | 66                 | 348              | 389                    | 1                | 582         | 1.076       | 65        |
| 2012 | 161.400     |             |             | 422        | 74                 | 348              | 382                    | 4                | 596         | 1.076       | 66        |
| 2015 | 293.053     |             |             | 464        | 81                 | 383              | 631                    | 9                | 590         | 1.062       | 66        |
| 2018 | 313.000     |             |             | 480        | 95                 | 385              | 652                    | 9                | 572         | 1.032       | 67        |
| 2020 | 327.653     |             |             | 492        | 96                 | 396              | 665                    | 9                | 614         | 979         | 68        |
| 2022 | 340.166     |             |             | 490        | 99                 | 391              | 694                    | 8                | 636         | 979         | 68        |